# Comuna Čaglin, Požega-Slavonia
Čaglin este o comună în cantonul Požega-Slavonia, Croația, având o populație de 2.723 de locuitori (2011).

## Demografie
Componența etnică a comunei Čaglin
     Croați (85,79%)
     Sârbi (9,59%)
     Necunoscut (1,87%)
     Neclasificat (1,87%)
Componența confesională a comunei Čaglin
     Catolici (83,77%)
     Ortodocși (11,49%)
     Necunoscută (3,05%)
     Alte religii (1,69%)
Conform recensământului din 2011, comuna Čaglin avea 2.723 de locuitori. Din punct de vedere etnic, majoritatea locuitorilor (85,79%) erau croați, cu o minoritate de sârbi (9,59%). Apartenența etnică nu este cunoscută în cazul a 1,87% din locuitori. Din punct de vedere confesional, majoritatea locuitorilor (83,77%) erau catolici, cu o minoritate de ortodocși (11,49%). Pentru 3,05% din locuitori nu este cunoscută apartenența confesională.